# Monsempron-Libos
Monsempron-Libos település Franciaországban, Lot-et-Garonne megyében. Lakosainak száma 2104 fő (2022. január 1.). Monsempron-Libos Cuzorn, Condezaygues, Fumel, Saint-Vite és Salles községekkel határos.

## Népesség
A település népességének változása:
| Lakosok száma | 2654 | 2697 | 2423 | 2079 | 2072 | 2093 | 2091 | 2033 | 2054 | 2104 |
|               | 1968 | 1982 | 1990 | 2006 | 2013 | 2015 | 2017 | 2019 | 2020 | 2022 |